# Medinilla rufopilosa
Medinilla rufopilosa är en tvåhjärtbladig växtart som beskrevs av Jisaburo Ohwi och Regalado. Medinilla rufopilosa ingår i släktet Medinilla och familjen Melastomataceae. Inga underarter finns listade i Catalogue of Life.